# Koranna
Koranna (biał. Каранная; ros. Коранная) – wieś na Białorusi, w obwodzie brzeskim, w rejonie iwacewickim, w sielsowiecie Omelna. 
W dwudziestoleciu międzywojennym leżała w Polsce, w województwie poleskim, w powiecie kosowskim/iwacewickim, w gminie Święta Wola. Po II wojnie światowej w granicach Związku Sowieckiego. Od 1991 w niepodległej Białorusi.